# Bayerische Gts 4/4
In die Gattung Gts 4/4 war eine meterspurige Tenderlokomotive der Königlich Bayerischen Staatseisenbahnen (K. Bay. Stsb.) eingeordnet. 

## Geschichte
Die Lokomotive wurde 1909 für die Schmalspurbahn Eichstätt–Kinding gebaut. Sie wurde dort insbesondere im Güterverkehr zwischen Eichstätt und einem Steinbruch eingesetzt. Die Deutsche Reichsbahn (DR) zeichnete die Lokomotive nach 1925 in 99 151 um. 
Nach dem Umbau der Strecke auf Normalspur im Jahr 1935 wurde die Lokomotive ausgemustert und verschrottet.

## Technische Merkmale
Die vier Kuppelachsen waren sehr eng aneinandergerückt, damit noch enge Bögen durchfahren werden konnten. Die mittleren Achsen waren seitenverschiebbar gelagert, so dass die Treibstange erst auf die vierte Achse wirken konnte. Der kurze Achsstand ergab in Verbindung mit der Gesamtlänge der Lokomotive von fast 8,5 Meter sehr große Überhänge. Dies führte zu einem relativ unruhigen Lauf der Maschine.
Auffällig war auch das sehr großzügig dimensionierte Führerhaus. Der Rahmen war als Wasserkasten ausgeführt, und auf dem Dampfdom befand sich ein von einem Gehäuse geschütztes Sicherheitsventil. 